# Boophis opisthodon
Boophis opisthodon es una especie de anfibios de la familia Mantellidae.
Es endémica de Madagascar.
Su hábitat natural incluye bosques tropicales o subtropicales secos, pantanos, marismas de agua dulce, corrientes intermitentes de agua dulce y zonas previamente boscosas ahora muy degradadas.